# Nguồn gốc của nước trên Trái Đất

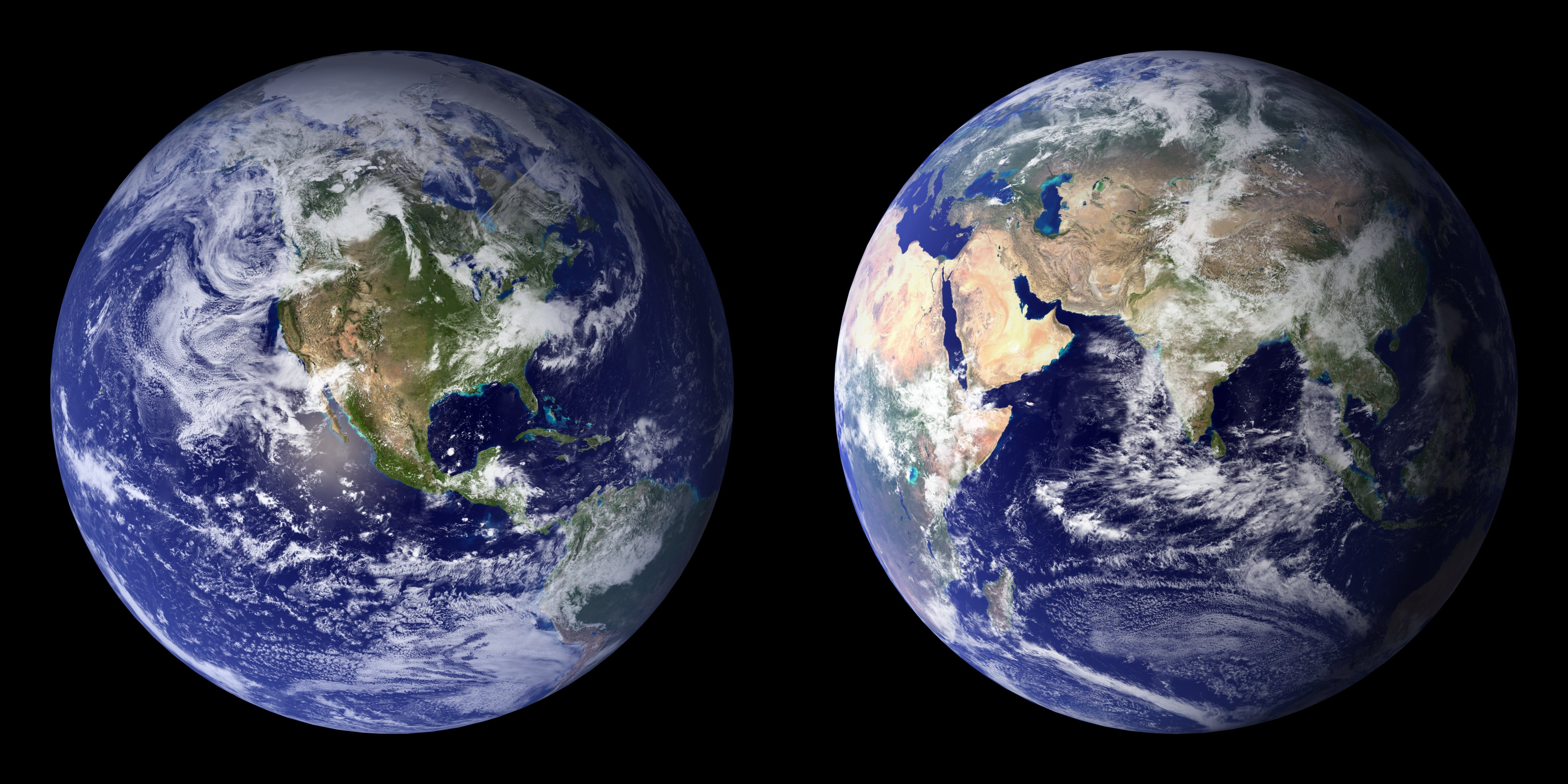
Nước chiếm 70% bề mặt Trái Đất

Nguồn gốc của nước trên Trái Đất, hay lý do tại sao có nước trên Trái Đất chứ không có ở hành tinh khác gần Trái Đất như sao Hỏa và sao Kim trong hệ Mặt trời, hiện vẫn chưa được làm rõ.
Các lý thuyết cho rằng các đại dương trên thế giới được hình thành cách đây cỡ từ 4,5 tỷ năm đến 4,4 tỷ năm. Chúng nằm trong nghiên cứu dựng lại Lịch sử Trái Đất và nguồn gốc sự sống.

## Các nguồn có thể
Nguồn nước trên Trái Đất được cho là có nguồn ngoài hành tinh, nguồn nội, hoặc cả hai. Những nghiên cứu nước trên sao Hỏa sẽ cung cấp tư liệu cho việc tìm hiểu nguồn gốc của nước.

### Nguồn ngoài hành tinh
Các sao chổi, các Thiên thể bên ngoài Sao Hải Vương hoặc thiên thạch giàu nước (protoplanets) từ vành đai tiểu hành tinh va chạm với Trái Đất có thể đã mang nước đến Trái Đất. Các phép đo tỷ lệ của các đồng vị hydro là deuteri và proti chỉ ra rằng các tiểu hành tinh, có tỉ lệ tạp chất tương tự trong chondrit giàu cacbon đã được tìm thấy trong nước đại dương, trong khi đo lường trước đó nồng độ của các đồng vị trong sao chổi và các Thiên thể bên ngoài Sao Hải Vương tương ứng với nước trên Trái Đất .

### Nguồn nội
Nguồn nội được coi là từ thành phần hóa học của vật chất vũ trụ khi tụ lại hình thành ra Trái Đất. Nước ở vành khí quyển khi vỏ rắn hình thành, nước thoát dần dần từ các khoáng chất hydrate của Trái Đất, nước thoát ra từ các vụ phun trào núi lửa, có thể đã hình thành một phần lượng nước hiện có. Khi Trái Đất càng nguội đi thì lượng nước ngưng tụ tạo ra các đại dương càng tăng lên .